# Crucifixion avec saints
Crucifixion avec  saints ou Crucifixion avec personnes en deuil et les saints Bernardin de Sienne, François d'Assise et Pétrone est une huile sur toile datant de 1583, attribuée à Annibale Carracci et conservée dans l'église Santa Maria della Carità à Bologne. L'œuvre se trouvait à l'origine dans la chapelle Macchiavelli de San Nicolò di San Felice, à Bologne,  laquelle fut détruite par les bombardements de la Seconde Guerre mondiale. Le tableau a été transféré à la Soprintendenza di Bologna (it) et enfin à son siège actuel.

## Datation
Dans Felsina Pittrice en 1678, Carlo Cesare Malvasia déclare que « Carracci a réalisé l'œuvre à l'âge de dix-huit ans » la définissant comme « la première œuvre jamais sortie du pinceau du grand Annibale ») et que la commande a été confiée à Lodovico Carracci, qui estimant le paiement proposé comme insuffisant, l'a donc transmise à son jeune cousin Annibale. Cependant, ce récit ne semble pas fiable, car le nettoyage de l'œuvre effectué dans les années 1920 fait apparaître sur la toile la date 1583, date à laquelle Annibale avait vingt-trois ans. Cela en fait sa première œuvre survivante, bien que cela jette un doute sur la datation de Malvasia, puisqu'il est peu probable qu'une commande d'église ait été sa première œuvre, indiquant plutôt que Carracci était déjà un artiste confirmé .
Malvasia déclare que des artistes  établis à Bologne ont critiqué l'œuvre pour son réalisme excessif, sa composition, l'imprécision du coup de pinceau et le manque de décorum, par exemple, dans Les pieds calleux de François. Les historiens de l’art moderne considèrent plutôt ces caractéristiques comme une tentative d’Annibale  de rompre avec le style maniériste tardif alors dominant à Bologne et d’établir un nouveau langage artistique fondé sur le réalisme.

## Description

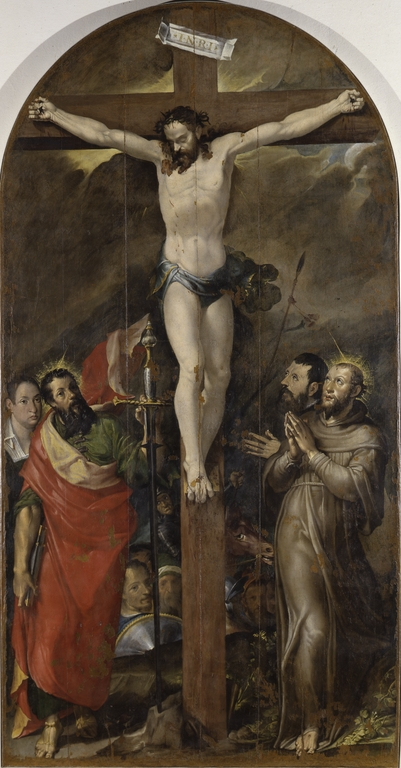
Bartolomeo Passarotti, Crucifixion avec saints, 1560-1570, Collezioni Comunali d'Arte di Palazzo d'Accursio, Bologne.

Avec une expression sereine et la tête inclinée vers la gauche, la figure du Christ regarde un groupe de saints. François d'Assise s'agenouille au pied de la croix devant la Vierge Marie, tandis que Pétrone se tient de l'autre côté, vêtu de vêtements épiscopaux en brocart, avec un enfant de chœur tenant sa Crosse épiscopale derrière lui bloquant la vue du spectateur sur Jean l'évangéliste.

## Galerie

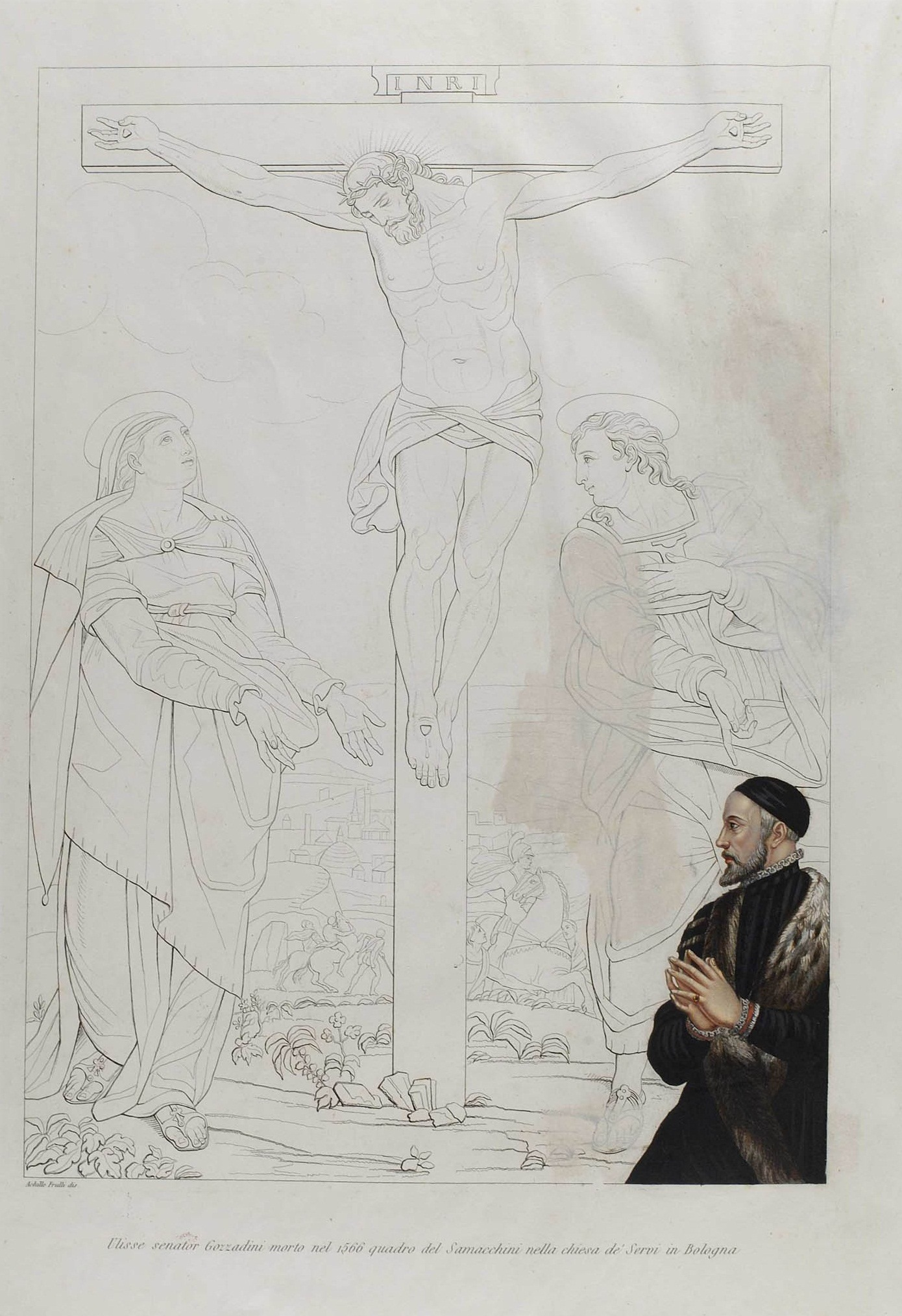
Impression du tableau d'Orazio Sammachini (1566-1568),  basilique Santa Maria dei Servi (Bologne).
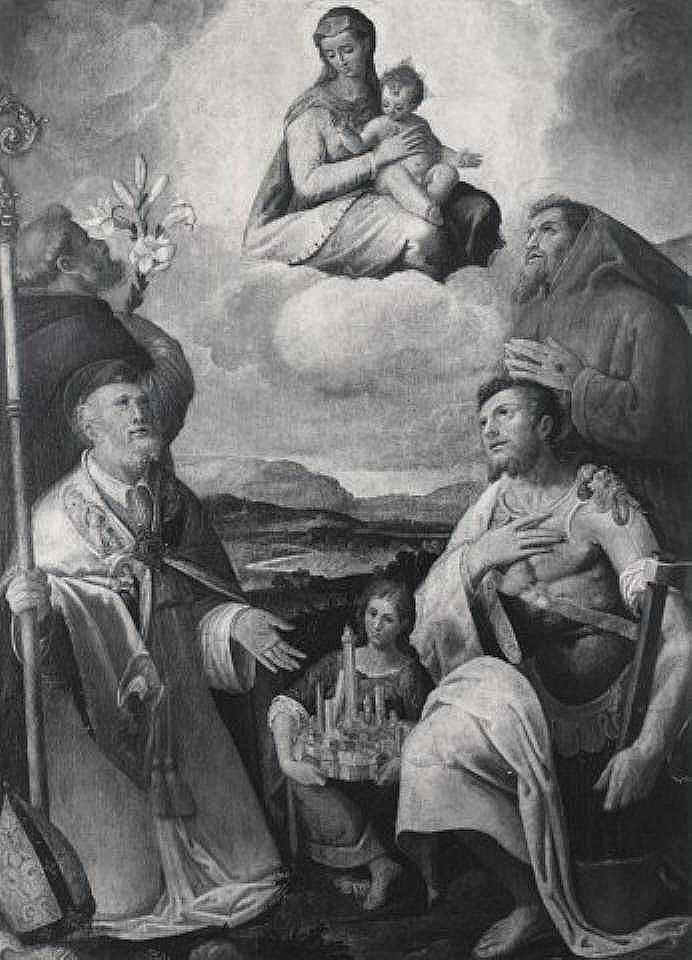
Ercole Procaccini il Vecchio, Madone en gloire avec les saints patrons de Bologne, 1570-1580, Bologne, église San Giovanni in Monte.
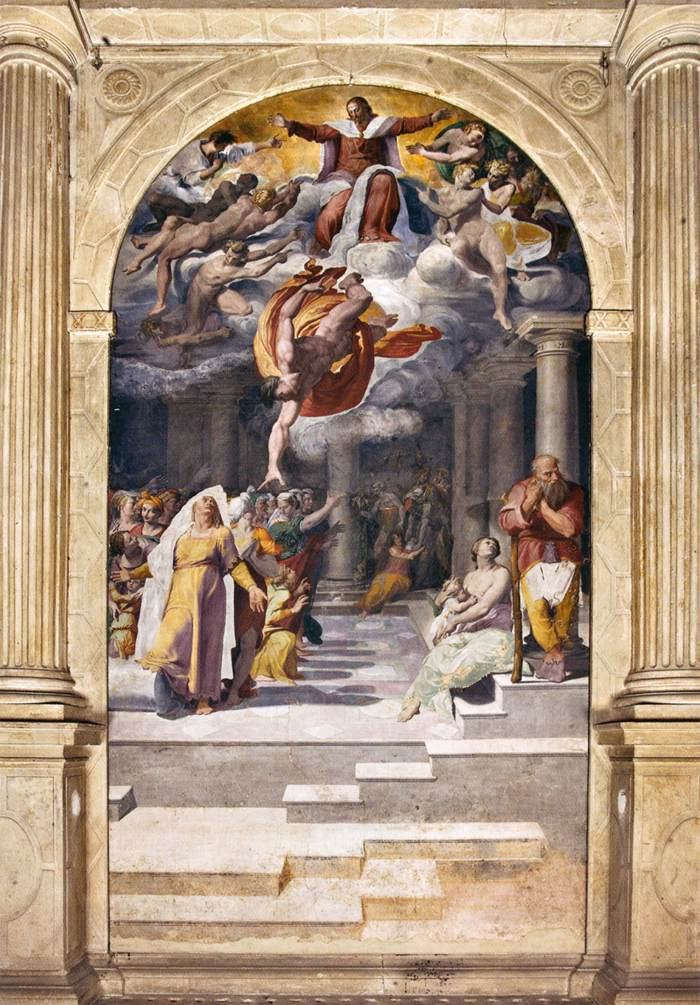
Pellegrino Tibaldi, Annonciation de la naissance de Jean-Baptiste, 1551-1553, Bologne, église San Giacomo Maggiore de Bologne.
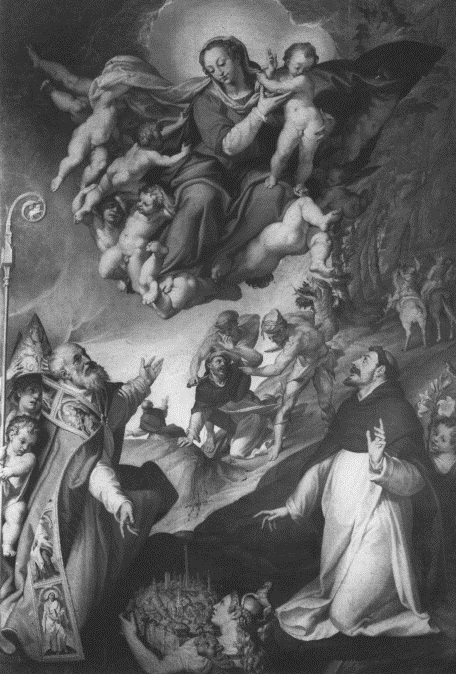
Bartolomeo Passarotti, Madone en gloire avec les saints, vers 1570, Bologne, basilique San Petronio de Bologne.
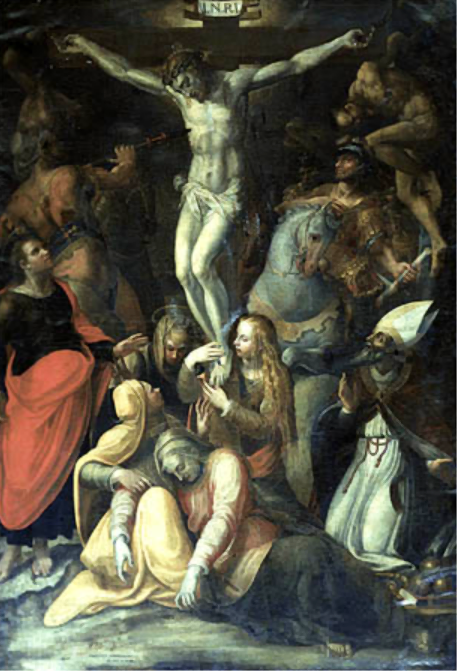
Prospero Fontana, Crucifixion, vers 1580, musée du couvent San Giuseppe, Bologne.
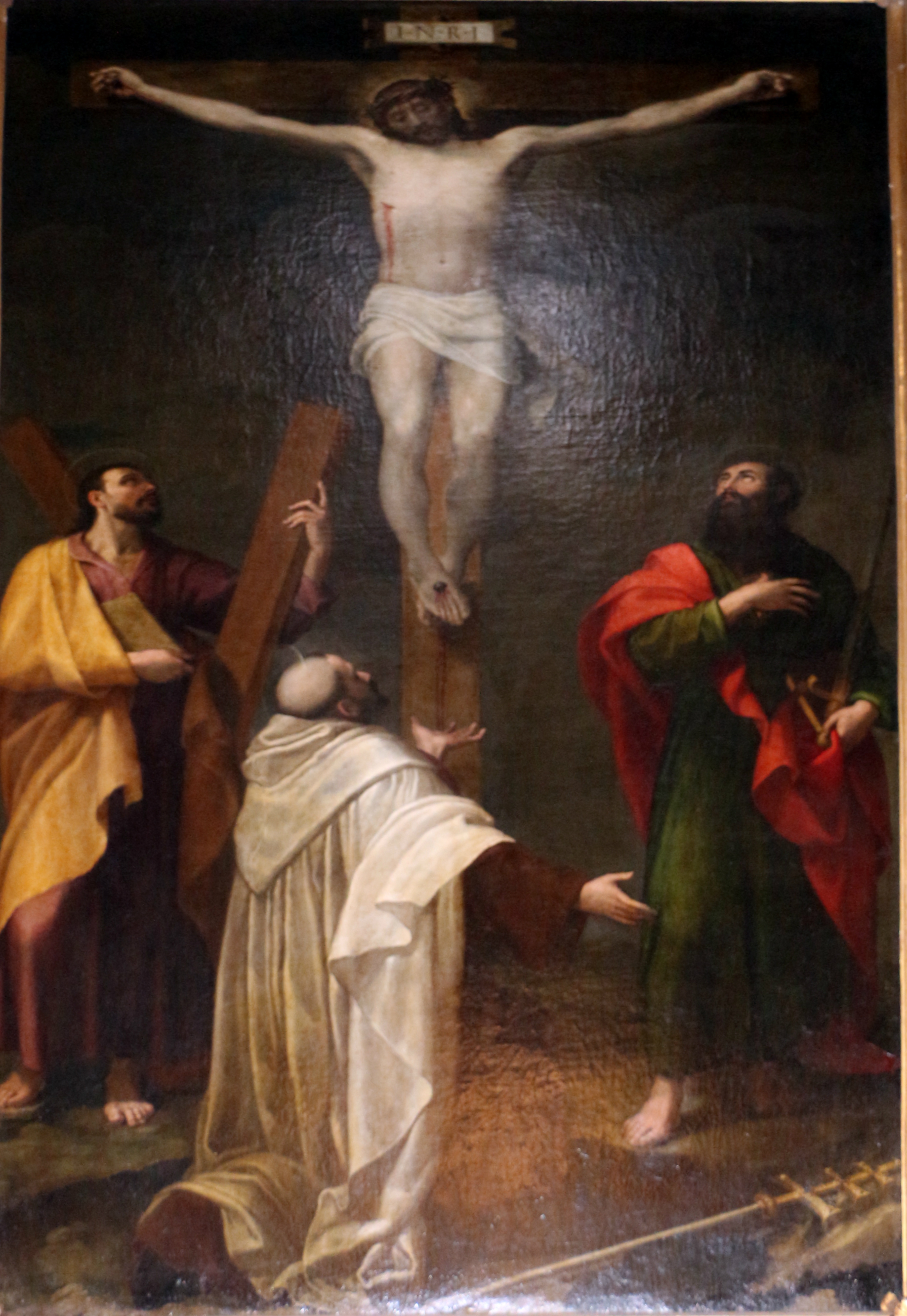
Bartolomeo Cesi, Crucifixion avec les saints, 1584, basilique Saint-Martin de Bologne.